# Findo Gask

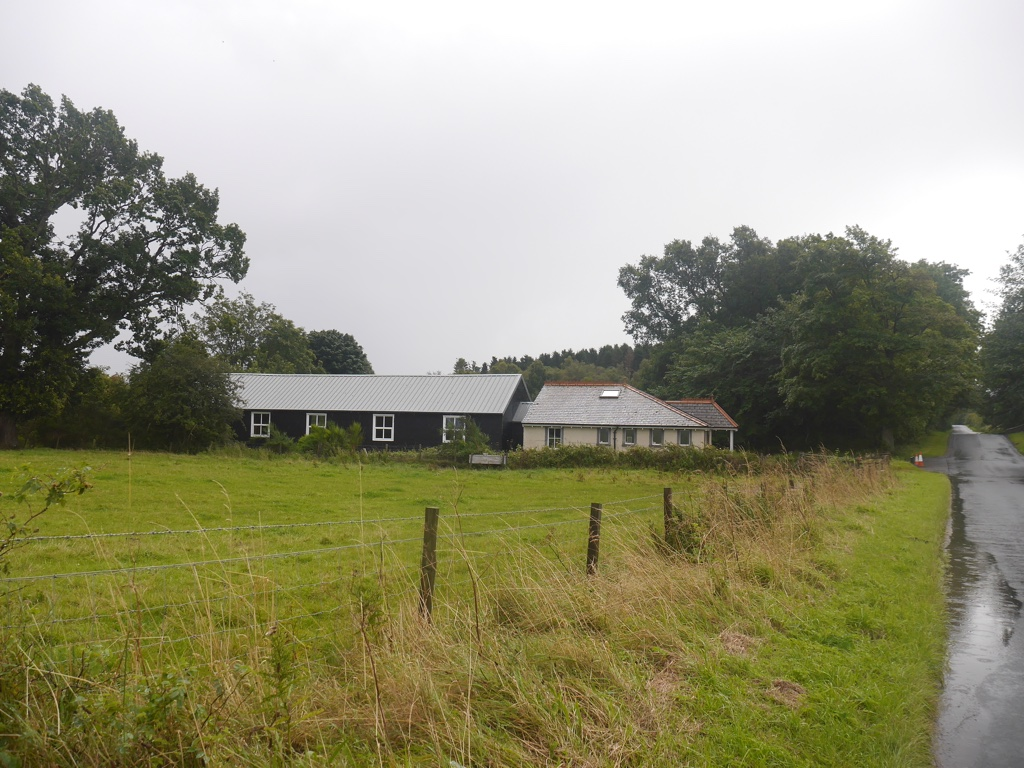
Versammlungshalle im Ort

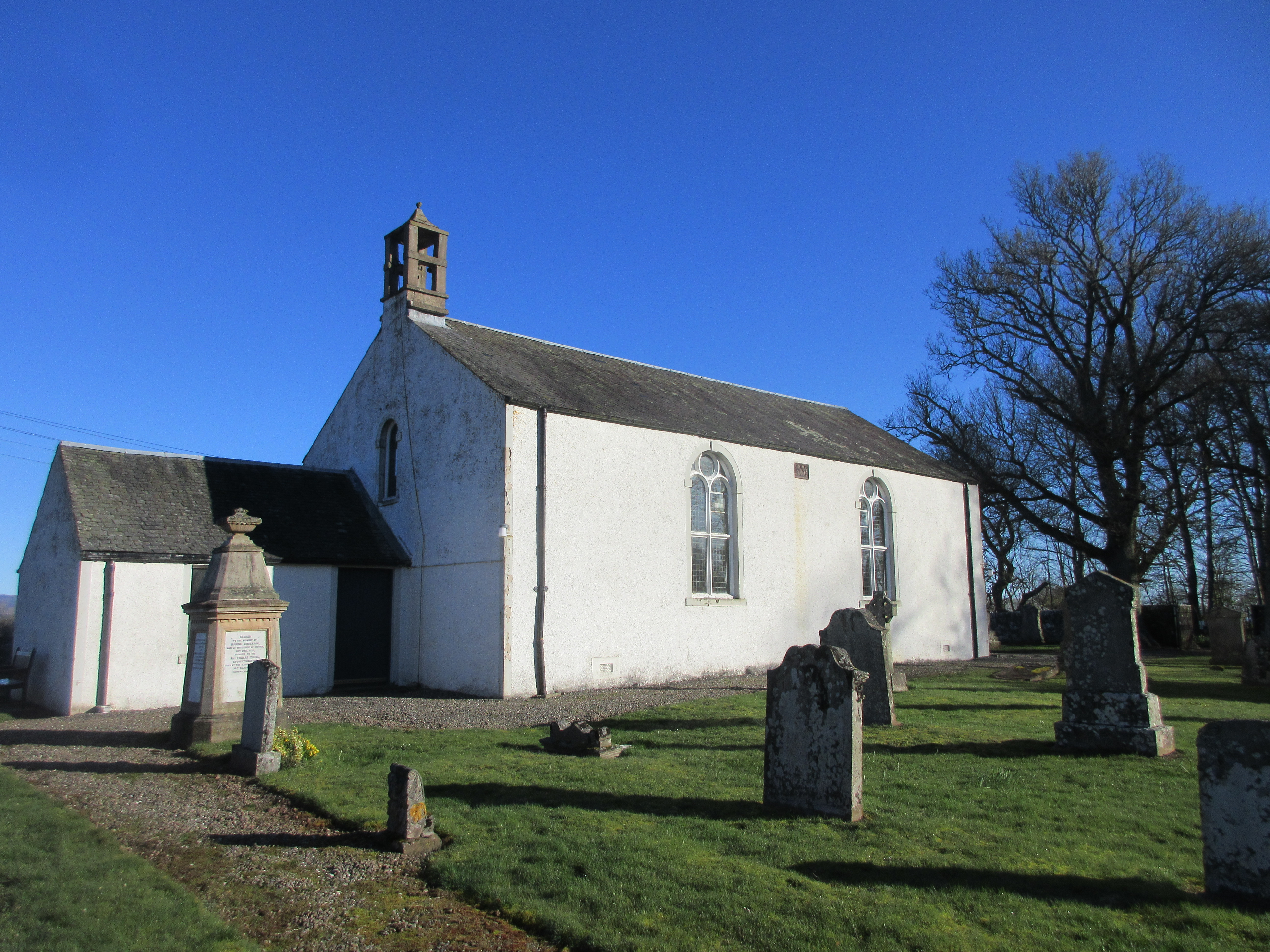
Kirche und Friedhof im Ort

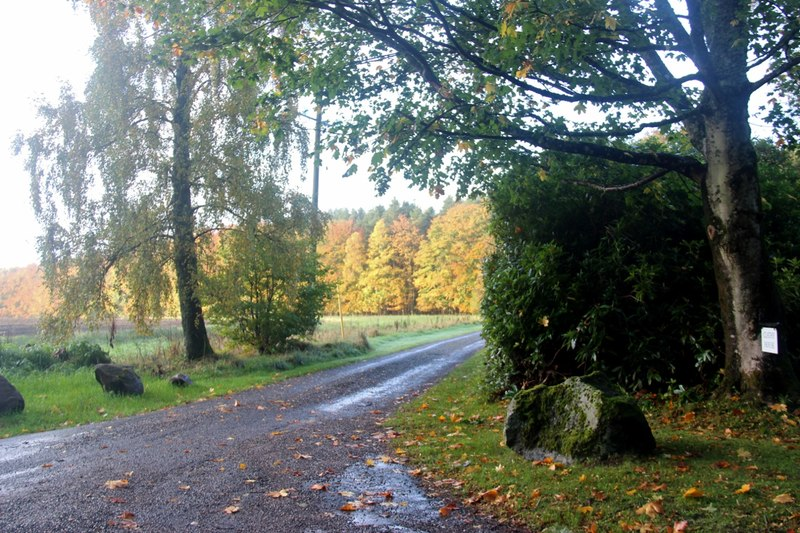
Nebenstraße im Ort

Findo Gask ist eine kleine Ortschaft, die im Norden von Schottland zwischen Perth im Osten, Crieff im Nordwesten und Auchterarder im Südwesten in der Council Area Perth and Kinross liegt. Im Rahmen der historischen Gliederung Schottlands in Civil Parishes zählt es zu einer gleichnamigen Einheit, die zu Perthshire gehörte.

## Geographie
Findo Gask liegt im nördlichen Teil des Tales Strath Earn, das durch den Fluss River Earn gebildet wird. Der Ort umfasst nur wenige Häuser, unter denen sich eine Versammlungshalle und eine Kirche mit einem Friedhof befinden. Die Umgebung ist dünn besiedelt und landwirtschaftlich geprägt. Die nächste größere Ortschaft ist Perth, etwa 10 Kilometer im Osten. Kleinere in der Nachbarschaft sind Clathymore im Osten, Balgowan im Norden, Clathy im Westen sowie Gask im Südwesten.

## Historisch Bedeutsames
Im Gebiet des Ortes stehen mehrere Bauwerke, die als Listed Building in unterschiedlichen Kategorien unter Denkmalschutz stehen. Es sind die Kirche Findo Gask Parish Church in der Kategorie B, der angrenzende Friedhof in der Kategorie C, sein ältester Teil, der Old Gask Churchyard in der Kategorie B sowie das frühere Pfarrhaus Clathy House in der Kategorie B.